# سهيل بنبركة
سهيل بنبركة (مواليد 25 ديسمبر 1942) هو مخرج أفلام وكاتب سيناريو ومنتج أفلام مغربي. أخرج سبعة أفلام بين عامي 1974 و2002. فيلمه حرب البترول لن تقع الذي أخرجه عام 1975 وتم عرضه في الدورة التاسعة من مهرجان موسكو السينمائي الدولي. وفاز فيلمه أموك عام 1983 بالجائزة الذهبية في مهرجان موسكو السينمائي الدولي في دورته الثالث عشر. في عام 1987، كان عضوًا في لجنة التحكيم في مهرجان موسكو السينمائي الدولي في الدورة الخامس عشر.

## السيرة الذاتية
وُلد سهيل بنبركة في 25 ديسمبر 1942 في تمبكتو، مالي. كان والده تاجرًا مغربيًا غنيًا، ووالدته من أصل لبناني، وجاءت جدتها من أصول أرمنية. غادر تمبكتو في سن السادسة عشرة، وقضى عدة سنوات في المغرب قبل أن يتوجه إلى روما، إيطاليا، لاستكمال دراسته العليا. في عام 1962، صادف حضور تصوير فيلم في الشارع كان يخرجه المخرج الإيطالي فيديريكو فليني بعنوان 8½. بعد هذا اللقاء، قرر أن يكرس نفسه لصناعة الأفلام. درس السوسيولوجيا وحصل على شهادة البكالوريوس، ثم تابع دراسته في مركز السينما التجريبي في روما.

## أعماله
- 1972: ألف يد ويد
- 1972: حرب البترول لن تقع
- 1977: عرس الدم
- 1982: أموك
- 1990: طبول النار
- 1996: لعنة الفرعون
- 2002: عشاق بوجادور
- 2019: من رمل ونار

## روابط خارجية
- سهيل بنبركة على موقع IMDb (الإنجليزية)
- سهيل بنبركة على موقع ألو سيني (الفرنسية)
- سهيل بنبركة على موقع أول موفي (الإنجليزية)
- سهيل بنبركة على موقع قاعدة بيانات الأفلام السويدية (السويدية)
- سهيل بنبركة على موقع قاعدة بيانات الفيلم (الإنجليزية)
- سهيل بنبركة على موقع كينوبويسك (الروسية)